# 台灣四大天王
台灣四大天王是指20世紀90年代初台灣民間推選的男歌手：童安格、齐秦、周華健、王傑（按照年齡排列），這個封號是華語流行音乐的一種文化現象，與同時期香港娛樂傳媒推出的「香港四大天王」相對應而出現。在傳媒中時常提到，例如台灣中央廣播電台在介紹童安格的歌時說：“1985年到1999年間，童安格與王傑、周華健、齊秦並稱台灣四大天王”。

## 成名過程
這四位歌手台灣解禁前後成名的一批創作型歌手。他們的音樂創作在當時的歷史背景下得到了發揮和台灣市場的認可，台灣流行音樂發展史中寫到：“解禁後的流行音樂商業化顯著，產生了王牌製作人兼歌手的羅大佑、李宗盛、周治平、小蟲、童安格、陳昇、伍佰、張宇、張震嶽等，他們的詞曲創作成了80-90年代的主流風潮，締造了華人流行樂壇的領先地位”、“當時的明星有王傑、洪榮宏、楊林、巫啟賢、張雨生、江蕙……等人， 影響青少年文化相當深遠”。
在這四位歌手中，齊秦1985年以《狼的專輯》最早成名，同年更與苏芮被列入《明天会更好》最后几句歌词的对唱人选。隨後，王傑1987年推出首張個人專輯《一場遊戲一場夢》而大热。周華健1987年發行的國語專輯《心的方向》而成名。而童安格1985年凭《想你》专辑崭露头角，到1989年發表第五張個人專輯《其實你不懂我的心》大红。
90年代初，香港媒體推出四大天王，台灣和中國大陸也仿效香港，推選過四大天王，這四位歌手是當時台灣民間推選出的四大天王，對台灣頗為關注的港媒也把齊秦、王傑、童安格、周華健封為「台灣的四大天王」。

## 影響及評價
齊秦、王傑、童安格、周華健四位歌手都是80末至90年代華語樂壇活跃的音樂創作人，在音乐、綜藝節目、慈善等領域均有不同程度的參與及貢獻。
媒體經常把「台灣四大天王」和「香港四大天王」做對比。90年代初，「香港四大天王」的封號家喻戶曉，比「台灣四大天王」的名氣大。「香港四大天王」在影視方面多栖發展，但炒作力度大，缺乏音樂創作能力，而「台灣四大天王」都自己作曲，是創作型歌手，成名多年后才获得封号。「台灣四大天王」的音樂作品和音樂理念影響了華語樂壇。
2020年台灣廣播電視台還在介紹他們並播放他們以往的歌曲作品。
90年代末至00年代初起，「台灣四大天王」各自因唱片合约问题被雪藏、移民外国、新老歌手更替、创作低潮等要素漸漸淡出樂壇。

## 歌手簡介

### 童安格
童安格（英語：Angus Tung，1959年7月26日- ) 臺灣歌手、作詞作曲人、演員。
童安格是台灣寶麗金唱片公司合約歌手，屬台灣1980中后期至1990年代流行樂界的偶像創作歌手，擅於作詞作曲，曾是周華健的偶像，82年从制作助理做起，85年正式发片当歌手
。
他自己作曲或作詞的歌曲包括《其實你不懂我的心》、《夢開始的地方》、《耶利亞女郎》、《明天你是否依然愛我》、《跟我来》、《花瓣雨》、華視連續劇《不了情》的片尾曲《忘不了》、《把根留住》等等。他還為其他歌手寫過歌，包括他給姜育恆寫的《一世情緣》和給張學友寫的《夕陽醉了》。其中其实你不懂我的心，耶利亚女郎，明天你是否依然爱我後來被多位华语知名歌手改編或翻唱
。

### 周華健
周華健（英語：Wakin Chau，1960年12月22日- ) 華語流行音樂創作歌手、制作人。
周華健是香港赴台灣發展的歌手，
1986年，在音樂人齐豫和李宗盛的賞識及推薦下，進入滾石唱片擔任製作助理，出道初期演唱廣告歌曲，其中三富汽車雷諾九號（Renault 9）廣告歌曲《心的方向》在電視上熱播了約半年，是當時大家都熟悉的的一首
。
1988年，27歲的周華健推出第一張個人專輯《最真的夢》，是大器晚成的歌手，後來被稱為台灣「國民歌王」

。
跟王杰一样，由於在香港長大，會說粵語，他不少國語歌改編成粵語歌，唱片銷售在兩周內達到雙白金是成功進軍粵語流行市場的台灣歌手之一
。1992年憑藉《讓我歡喜讓我憂》專輯榮獲第4屆金曲獎「最佳國語歌曲男演唱人獎」。他的自創歌曲有《刀劍如夢》、《天下有情人》以及《潑墨》等音樂作品。

### 齊秦
齊秦（英語：Chyi Chin，1960年1月12日 - ) ，臺灣男歌手、男演員、填詞人、作曲人、製作人。
年輕的齊秦坐過牢，幹過苦力，參過軍，在姐姐引导下接触了台湾音乐圈而走上音乐道路

。
他與他的姐姐齊豫同為知名歌手，也是音樂創作人，1988年，齊秦組建的虹樂隊，培養出諸多台灣樂壇的幕後製作人，包括劉天健，鍾興民，王文清等，被喻為台灣音樂製作人的“黃埔軍校”
，同年跟姐姐一起的举办台北天使与狼演唱会更是創下了單場演唱會最高觀眾數的紀錄。1997年憑藉《絲路》專輯榮獲第8屆金曲獎「最佳國語男演唱人獎」。迄今齊秦發表過128首自己的詞曲創作作品，包括《大约在冬季》、《狼》、《外面的世界》、《愛情宣言》和《殘酷的溫柔》等音樂作品。

### 王傑
王傑（英語：Dave Wang Chieh，1962年10月20日- ) ，華語樂壇創作歌手、音樂製作人和演員。
王傑小時候曾在香港邵氏片場當過童星，12歲時父母離婚，寄宿於香港三育書院，17歲隻身到台灣，1981年通過服兵役取得中華民國國籍。為了生計，曾從事過快遞員、油漆工人、侍應、調酒員、酒廊歌手、大卡車司機、計程車司機、特技演員等多種臨時性工作，1987年凭一场游戏一场梦专辑大红，1990年更在香港举办6场演唱会，成为首位在红馆开唱的台湾男歌手。由於出道前這段心酸的生活經歷，他在第一張專輯中的定位是孤獨浪子，因而有「歌壇浪子」的綽號

。王傑自己填詞或者作曲的國語和粵語歌曲包括：《她的背影 》、《誰明浪子心》、《心痛》、《安妮》、《冰冷長街》、《說謊的愛人》、《不浪漫罪名》等音樂作品。

## 台灣其他四天王稱號
在台灣樂壇還有以下其他四天王封號的現象，不過有些因代表性和確定性不足而略有爭議。
台灣新四大天王
- 版本一：周杰倫、王力宏、林俊傑、陶喆[21]
- 版本二：周杰倫、王力宏、林俊傑、羅志祥[22]

台灣四小天王
隨著1992年香港四大天王的地位受到媒體與大眾的肯定，台灣在同一年也出現了四小天王封號：林志穎、吳奇隆、金城武、蘇有朋
新四小天王
隨後在2010年中國大陸傳媒也封華語樂壇有新四小天王：林宥嘉、蕭敬騰、盧廣仲、方大同
台語四大天王
葉啟田、陳一郎、沈文程、洪榮宏